# آن‌ها شبیه به هم بودند
آنها شبیه به هم بودند (انگلیسی: They Looked Alike) یک فیلم کمدی صامت کوتاه به کارگردانی فرانک گریفین است که در سال ۱۹۱۵ منتشر شد. از بازیگران این فیلم می‌توان به اولیور هاردی، هری لورین و ریموند مک‌کی اشاره کرد.